# 江俊翰
廖文豪（1971年12月19日—），藝名江俊翰，原藝名姜冠豪，臺灣男歌手、演員、節目主持人，前男子團體「三片吐司」成員之一。

## 電影
| 年份   | 片名     | 飾演   |
| 廖文豪 |          |        |
| ------ | -------- | ------ |
| 1997年 | 非常保鏢 |        |
| 姜冠豪 |          |        |
| 1998年 | 頑童寶寶 | 秦十二 |
| 1999年 | 驚天動地 |        |

## 電視劇
| 年份   | 頻道       | 劇名                   | 角色          |
| 1998年 | 民視       | 《濃情巧克力》         | 林少齊        |
| 2001年 | 大愛電視台 | 《阿母醒來吧》         | 小黑          |
| 2003年 | 東森戲劇台 | 《明星情人夢》         | 康凱          |
| 2004年 | 公視       | 《一樣的月光》         | 江明雄        |
| 2004年 | 三立台灣台 | 《台灣龍捲風》         | 黃志明        |
| 2004年 | 台視       | 《野球風雲》           | 石敢當        |
| 2004年 | 公視       | 《我的這一班》         | 姜育民        |
| 2005年 | 台視       | 《海誓山盟》           | 鄭凱文        |
| 2005年 | 三立台灣台 | 《金色摩天輪》         | 陳少文        |
| 2005年 | 華視       | 《舊情綿綿》           | 陸偉          |
| 2005年 | 民視       | 《美麗人生》           | 岸谷信        |
| 2006年 | 大愛電視台 | 《大地之子》           | 黎逢時        |
| 2007年 | 台視       | 《神機妙算劉伯溫》     | 白少風        |
| 2008年 | 大愛電視台 | 《黃金線》             | 三弟          |
| 2008年 | 台視       | 《懷玉傳奇 千金媽祖》  | 姜冠豪        |
| 2008年 | 台視       | 《一代神相賴布衣》     | 冷剛          |
| 2009年 | 台視       | 《嘉慶君遊台灣》       | 賴金城        |
| 2009年 | 民視       | 《娘家》               | 黃嘉偉 王嘉偉 |
| 2010年 | 公視       | 《藍海1加1》           | 王東翔        |
| 2010年 | 華視       | 《拜金女王》           | 摩斯          |
| 2010年 | 民視       | 《夜市人生》           | 江文忠        |
| 2011年 | 民視       | 《新兵日記之特戰英雄》 | 陳展鴻        |
| 2011年 | 民視       | 《廉政英雄》           | 陳威彰        |
| 2012年 | 台視       | 《女人花》             | 辛辰 咸豐     |
| 2012年 | 大愛電視台 | 《陪你看天星》         | 李朝欽        |
| 2012年 | 大愛電視台 | 《我愛波麗士》         | 李盛希        |
| 2012年 | 大愛電視台 | 《正義的化身》         | 李盛希        |
| 2012年 | 大愛電視台 | 《幸福好簡單》         | 陳勝榮        |
| 2012年 | 民視       | 《風水世家》           | 林明德        |
| 2014年 | 民視       | 《龍飛鳳舞》           | 方逸鴻        |
| 2015年 | 民視       | 《嫁妝》               | 王威震        |
| 2016年 | 民視       | 《廉政英雄》           | 邱景仁        |
| 2016年 | 民視       | 《春花望露》           | 李漢文        |
| 2017年 | 大愛電視台 | 《生命桃花源》         | 李森佳        |
| 2018年 | 8頻道      | 《入侵者》             | 陳順天        |
| 2018年 | 民視       | 《大時代》             | 李承淵 林復生 |
| 2020年 | 民視       | 《多情城市》           | 吳志誠        |
| 2021年 | 民視       | 《孟婆客棧》           | 葉天祥        |
| 2021年 | 民視       | 《黃金歲月》           | 孫彥良        |
| 2023年 | 民視       | 《愛的榮耀》           | 江有禮        |

## 音樂作品
- 1999年 三片吐司 《早餐要吃》
- 2002年 濃情巧克力電視原聲帶 《原諒我的錯》

## 主持作品
- 1999年 公視 《顛覆SPP之少年戲曲》
- 中廣流行網 《好運一把罩》、《夜天使樂園》

## 出版作品

### 著作
| 出版       | 書名                                                   | 出版社 | ISBN               |
| ---------- | ------------------------------------------------------ | ------ | ------------------ |
| 2001年12月 | 《健身新手 10招享ㄕㄡˋ：三片領「嫻」，輕鬆享受健身樂》 | book4u | ISBN 9789574593880 |

## 獎項紀錄
| 年份   | 獲提名                    | 獎項                          | 結果 |
| ------ | ------------------------- | ----------------------------- | ---- |
| 1999年 | 公視《顛覆SPP之少年戲曲》 | 第34屆金鐘獎 兒童節目主持人獎 | 提名 |

## 爭議事件

### 染毒
2007年初牽涉轟趴吸毒案件後，改藝名為「江俊翰」，回歸小螢幕，拍攝多部鄉土劇，重獲名聲。
2018年9月10日 二度染毒，清晨開車行經西門町康定路及武昌街口，停等紅燈時，因超越停止線，且未繫安全帶，眼神飄忽不定，神情緊張，遭員警關切，盤查後發現車內有1支注射過的針筒，檢驗初篩有安非他命成分，警員隨即將他帶回派出所偵辦，訊後依毒品罪移送法辦。同年12月，被記者於咖啡廳捕捉到其與製作人開會，證實即將回歸演出，後於月底正式回歸劇組。

## 外部連結
- 鳳凰藝能-江俊翰介紹 （页面存档备份，存于）
- 江俊翰的Facebook專頁
- 江俊翰的Instagram帳戶
- 江俊翰的新浪微博